# Alan Ball (fodboldspiller)
Alan Ball (12. maj 1945 – 24. april 2007) var en engelsk fodboldspiller og -træner. Hans aktive karriere varede 22 år og gav ham næsten 1000 kampe, heraf 72 landskampe for England.

## Aktiv spillerkarriere
Alan Ball blev født i Bolton uden for Manchester. Hans far spillede selv fodbold og blev senere træner. Alan Ball viste sig tidligt som en arbejdsivrig midtbanespiller, der både kunne spille centralt på banen samt på højrekanten. Som ungdomsspiller fik han en kontrakt med Wolverhampton Wanderers, men klubben ønskede ikke at beholde Ball med begrundelsen, at han var for lille. I stedet kom han til Blackpool F.C. på sin fars anbefaling. Fra foråret 1962 blev han professionel med ligadebut 18. august samme år mod Liverpool F.C.
Blackpool kæmpede i disse år mod nedrykning, men den engelske landstræner Alf Ramsey fik øje på Ball og hans store arbejdsindsats på banen. Han indkaldte Ball til landsholdet, og debuten kom 9. maj 1965, få dage før han fyldte 20 år. Ramsey var i gang med at indføre en spillestil på landsholdet, hvor hele midtbanen skulle hjælpe til også i defensiven, og til det formål var Ball vældig nyttig.
Han blev derfor udtaget som den yngste på det hold, der vandt VM i fodbold 1966 på hjemmebanen. Selv om det i almindelighed påpeges, at sejren kom som en kollektiv triumf, var Ball en af de spillere, der fik sit personlige gennembrud under turneringen. Således var han stærkt medvirkende til finalesejren over Vesttyskland, da han opnåede det hjørnespark, der endte med at bringe England foran 2-1. Det var også Balls indlæg, der gav England det tredje og kontroversielle mål (det bliver fortsat diskuteret, om bolden var over målstregen), lige som Ball var med til at tage noget af opmærksomheden far Geoff Hurst, da denne scorede kampens sidste mål til 4-2.
Efter VM-indsatsen kom Ball naturligt i større klubbers søgelys, og han blev solgt til Everton F.C., hvor han spillede i fem år og med klubben blev engelsk mester i 1970. Han var fortsat en af landstrænerens favoritspillere og deltog derfor i VM-titelforsvaret ved VM i 1970 i Mexico.
Efter 5½ år i Everton skiftede Ball i december 1971 til Arsenal F.C.. Det lykkedes ikke for klubben, der ellers havde stolte traditioner, at vinde trofæer i de fem år, Ball spillede der, og i 1975 blev han uden særlig grund pludselig droppet til landsholdet, der havde fået ny landstræner.
I slutningen af 1976 skiftede han til Southampton F.C., men fra slutningen af 1970'erne var hans karriere for nedadgående. Han spillede i en kortere periode i den nordamerikanske liga, men vendte i starten af 1980 tilbage til sin første professionelle klub, Blackpool, hvor han fungerede som spiller og træner. Han blev vel modtaget, men måtte kæmpe mod nedrykning. I den forbindelse satsede han på unge spillere og satte samtidig en populær ældre spiller på salgslisten. Dette udløste utilfredshed blandt klubbens fans, og efter at klubben tabte til en lavere rangerende klub i FA Cuppen blev Ball fyret.
Alan Balls sidste aktive år foregik i Southampton F.C., en klub i Hong Kong samt Bristol Rovers F.C. Han nåede i alt 975 kampe i sin karriere.

## Trænerkarriere
Efter den aktive spillerkarriere fulgte en række år, hvor Ball var træner i forskellige klubber og med varierende succes. Han var blandt andet træner i Portsmouth F.C., i sin gamle klub Southampton og Manchester City F.C. samt flere mindre klubber. I 1998 stoppede han som træner i en alder af 54.

## Privatliv
Alan Balls privatliv var i flere år præget af, at både hans kone og datter blev diagnosticeret med cancer. Konen døde i 2004, og for at skaffe familien penge, satte Ball sin VM-guldmedalje til salg det følgende år, hvilket indbragte £140.000.
Ball døde af et hjerteslag i sit hjem som 61-årig.